# Purenleon clavatus
Purenleon clavatus är en insektsart som först beskrevs av Navás 1914.  Purenleon clavatus ingår i släktet Purenleon och familjen myrlejonsländor. Inga underarter finns listade i Catalogue of Life.